# Liet International 2003
Liet International 2003 was de tweede editie van Liet International. Deze editie van de zangwedstrijd werd georganiseerd in het najaar van 2003 in Leeuwarden, Friesland. Het was de tweede keer op rij dat Leeuwarden de organisatie op zich nam.

## Format
De liedjes moeten gezongen worden in de eigen minderheidstaal. Een jury beoordeelt de liedjes en geeft ze punten naargelang hun beoordeling. De winnaar is de regio die de meeste punten krijgt van de jury.
Verder wordt er ook een publieksprijs uitgereikt. Deze wordt uitgereikt aan de regio die volgens het publiek het beste was. Deze editie was de publieksprijs voor de Friese act.

## Gastland
Leeuwarden werd opnieuw aangeduid als gaststad voor deze tweede editie. De zaal waarin het festival gehouden werd was De Harmonie

## Deelnemende regio's
Tien acts deden mee voor deze editie, uit tien regio's.

## Uitslag
| Plaats | Regio     | Taal       | Artiest         | Lied                  | Punten |
| ------ | --------- | ---------- | --------------- | --------------------- | ------ |
| 1      | Lapland   | Samisch    | Transjoik       | Mijjajaa              | 70     |
| 2      | Wales     | Welsh      | Epitaff         | Yr ateb               | 66     |
| 3      | Cornwall  | Cornisch   | Gwenno          | Vodya                 | 57     |
| 4      | Occitanië | Occitaans  | Nux Vomica      | Barbet pantaï         | 56     |
| 5      | Galicië   | Galicisch  | Anubía          | Ai                    | 44     |
| 6      | Friesland | West Fries | Bacon and Bones | It allerheechste guod | 39     |
| 6      | Ierland   | Iers       | Briege Murphy   | An Mhuir              | 39     |
| 8      | Catalonië | Catalaans  | Dept.           | Sensacions            | 26     |
| 9      | Sorben    | Sorbisch   | Awful Noise     | Jarobinka             | 31     |
| 10     | Friuli    | Friulisch  | Prorastar       | Michi                 | 22     |